# Advanced Satellite for Cosmology and Astrophysics
Pour les articles homonymes, voir ASCA.
ASCA (Advanced Satellite for Cosmology and Astrophysics) ou ASTRO-D est un observatoire spatial fonctionnant dans le domaine des rayons X  développé par l'agence spatiale japonaise ISAS avec une participation importante de la NASA qui fournit une partie de la charge utile. Lancé depuis la base de lancement d'Uchinoura le 20 février 1993 par une fusée M-3SII-7, il a fonctionné jusqu'au 2 mars 2001. Grâce à des instruments innovants, il est le premier observatoire de ce type à avoir permis de réaliser de la spectroscopie en rayonnement X avec une résolution spatiale relativement précise.

## Contexte
ASCA est la quatrième mission spatiale d'astronomie X développée par l'agence spatiale japonaise ISAS. Il a été précédé par trois missions qui ont permis aux scientifiques et aux ingénieurs japonais d'acquérir une expertise croissante dans ce domaine. Le premier satellite Hakucho (ASTRO-A) lancé en 1979 a des caractéristiques proches de celles du satellite américain Uhuru (1970). Tenma (ASTRO-B) lancé en 1983 est le premier satellite X à utiliser des scintillateurs proportionnels à gaz. Lancée en 1987 Ginga (ASTRO-C) est la première mission japonaise de ce type à s'ouvrir à l'international avec une participation du Royaume-Uni et des États-Unis. Deux des trois instruments d'ASCA sont fournis par la NASA (XRT et SIS) qui en retour obtient une partie du temps d'observation : 15 % dans le cadre de projets américains et 25 % dans le cadre de projets conjoints avec l'ISAS.

## Caractéristiques
ASCA est une observation spatiale du rayonnement X capable à la fois de prendre des images et d'effectuer de la spectroscopie en utilisant des optiques performantes. D'une masse de 417 kg, il mesure 4,7 mètres dans l'axe du télescope et a une envergure de 3,5 mètres au niveau des panneaux solaires. Ceux-ci fournissent une puissance électrique de 602 watts. Le satellite est stabilisé 3 axes et ses instruments sont pointés avec une précision de 30 secondes d'arc. Le contrôle de l'orientation est réalisé à l'aide de 4 roues de réaction qui sont déchargées de leur moment angulaire grâce à trois magnéto-coupleurs utilisant le champ magnétique terrestre. La position du satellite et son mouvement sont déterminés à l'aide de deux senseurs stellaires et une centrale à inertie comprenant 4 gyroscopes (plus un de secours). Les changements d'orientation du télescope sont volontairement limités pour éviter que l'incidence des rayons solaires sur les panneaux solaires ne s'écarte de plus de 30° de la verticale. En fait l'observatoire tourne à très faible vitesse (0,2 °/s) autour de l'axe pointant vers le Soleil pour qu'il dispose d'un moment d'inertie en cas de panne qui maintienne automatiquement les panneaux solaires éclairés. Les données recueillies peuvent être transmises en temps réel ou stockées dans un enregistreur d'une capacité de 134 mégabits puis transmises plus tard aux stations au sol. La vitesse de transmission peut être comprise entre 1 et 32,8 kilobits par seconde.
L'observatoire spatial emporte trois instruments :
- Quatre télescopes identiques (XRT) montés sur un banc optique extensible permettant d'atteindre une focale de 3,5 mètres. Cet instrument est fourni par la NASA. Les télescopes sont une version à échelle réduite du télescope BBXRT (Broad Band X-ray Telescope experiment') qui a été utilisé au cours de la mission Astro-1 de la navette spatiale américaine. Chaque optique est de type Wolter 1 : le rayon qui arrive sous une incidence rasante est d'abord réfléchi par un miroir parabolique puis par un miroir hyperbolique dans le prolongement du premier. Chacune des 4 optiques de XRT est constituée de 120 couches (coques) réfléchissantes emboitées les unes dans les autres. Le champ optique est de 24 minutes d'arc à 1 keV et de 16 minutes d'arc à 7 keV[2].
- Deux caméras de type CCD (SIS) situées au plan focal des télescopes et fournies par la NASA. Chaque CCD utilise 4 puces développées par le MIT de 420x422 pixels et permet de déterminer l'énergie du rayonnement avec une précision de 2 % pour un rayon ayant une énergie de 5,9 keV. Le champ optique de chaque CCD est de 22x22 minutes d'arc[3].
- Deux compteurs à scintillation proportionnels (GIS) situées au plan focal des télescopes  permettant de déterminer l'énergie du rayonnement avec une précision de 8 % pour un rayon de 5,9 keV et ayant un champ optique de 50 minutes d'arc de diamètre[4].

## Déroulement de la mission
ASCA a été placé en orbite le 20 février 1993 par une fusée à propergol solide M-3SII-7 de l'ISAS tirée depuis la base de lancement de Uchinoura. Le satellite circulait sur une orbite basse de 500 × 600 km avec une inclinaison de 31°. Le treillis supportant l'optique a été déployé faisant passer la longueur du télescope de 1,2  à   3,5 mètres puis après une période de vérification et de calibrage  de 7 à 8 mois, les observations scientifiques ont commencé. L'observatoire spatial a fonctionné sans anomalie jusqu'à ce qu'une tempête solaire entraine une expansion de l'atmosphère terrestre le 14 juillet 2000. ASCA soumis à une trainée plus importante que prévu a été soumis à un couple de forces que son système de contrôle d'attitude n'a pas réussi à compenser. Les panneaux solaires n'étant plus orientés vers le Soleil, les batteries se sont déchargées. Finalement ASCA a été détruit en effectuant une rentrée atmosphérique le 2 mars 2001.